# Phyllonorycter pavoniae
Phyllonorycter pavoniae là một loài bướm đêm thuộc họ Gracillariidae. Nó được tìm thấy ở Nam Phi.
Ấu trùng ăn Pavonia burchellii và Pavonia praemorsa. Chúng ăn lá nơi chúng làm tổ.